# Estació d'Itabashi
L'estació d'Itabashi (板橋駅, Itabashi eki) és una estació de ferrocarril de la línia Saikyō operada per la Companyia de Ferrocarrils del Japó Oriental (JR East) i localitzada entre el barri de Takinogawa, al districte especial de Kita i el d'Itabashi, a Tòquio, Japó. L'indicador de l'estació és JA 13 i el color verd fosc.
L'estació d'Itabashi està servida per la línia Akabane entre les estacions d'Ikebukuro i Akabane, que formen part de la línia Saikyō, la qual té el seu recorregut entre les estacions d'Ōsaki, a Tòquio, i Ōmiya, a la prefectura de Saitama. Alguns trens continuen en direcció al nord, cap a l'estació de Kawagoe via la línia Kawagoe i altres en direcció al sud, cap a l'estació de Shin-Kiba via la línia Rinkai, propietat del Ferrocarril Ràpid Costaner de Tòquio (TWR). L'estació d'Itabashi es troba localitzada a 1,8 quilòmetres al nord de l'estació d'Ikebukuro.
L'estació d'Itabashi fou inaugurada l'1 de març de 1885. En la seua actual disposició arquitectònica, l'estació té una única plataforma central amb dos andanes, una a cada costat respectivament. L'estació disposa d'una Midori no Madoguchi o "finestreta verda" amb atenció personalitzada al client amb servei de reserves. El 3 de juliol de 2020 s'inaugurà un nou edifici-terminal a l'eixida est de l'estació.

## Línies
| Companyia de Ferrocarrils del Japó Oriental |              |
| Ikebukuro (JA 12)                           |              |
| Línia Saikyō                                | Jūjō (JA 14) |

## Galeria

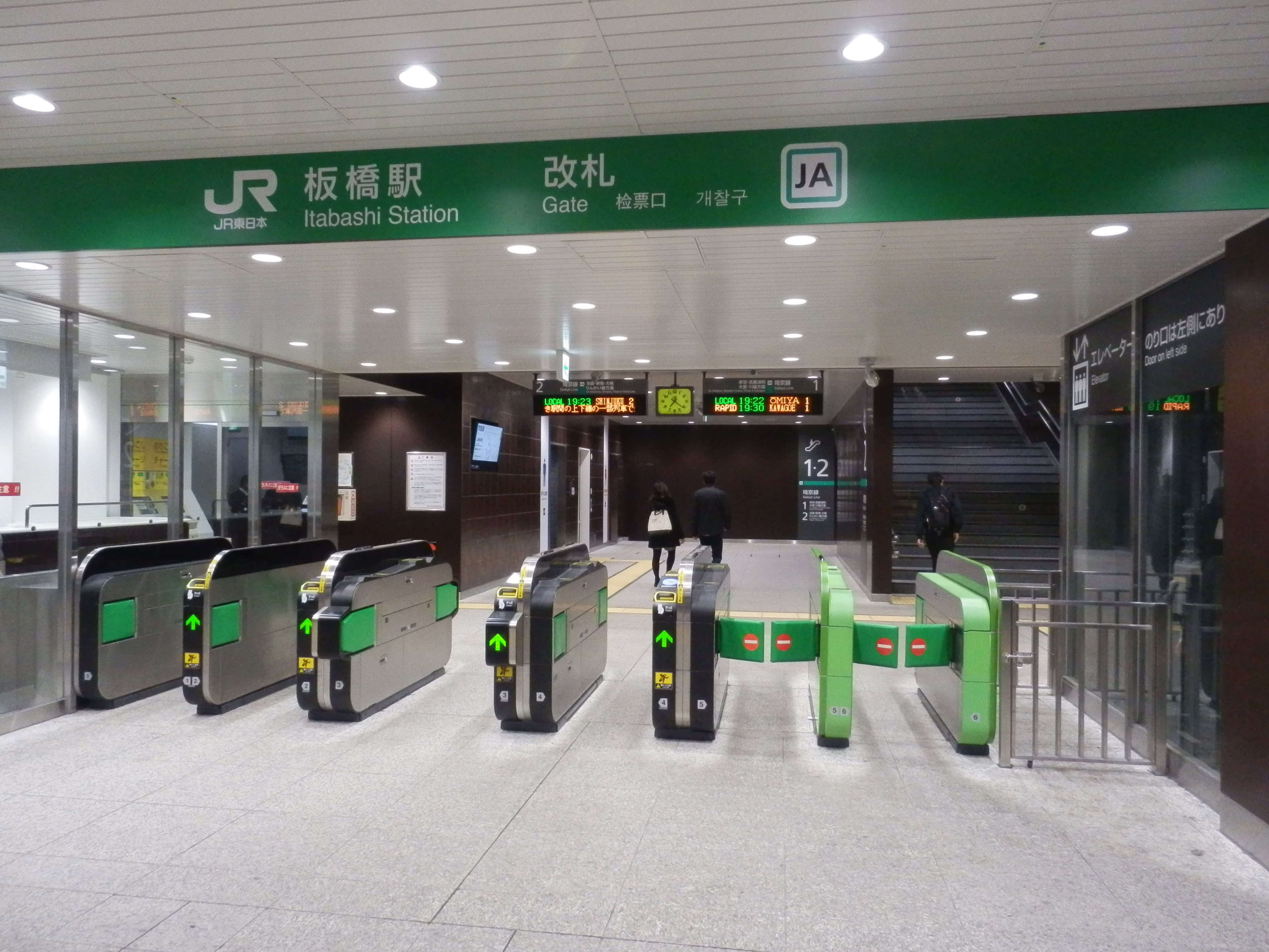
Entrada (2019)
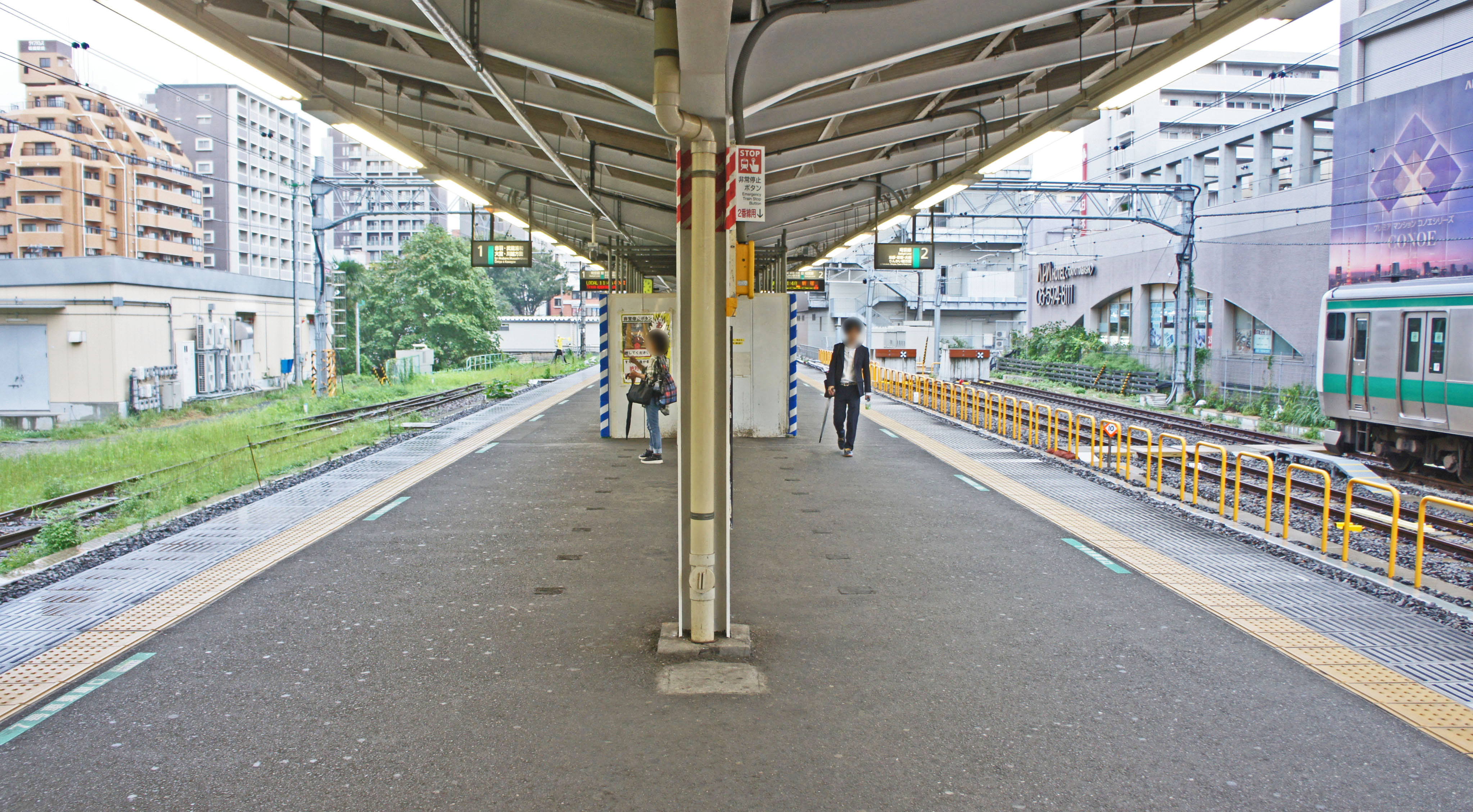
Andanes (2019)
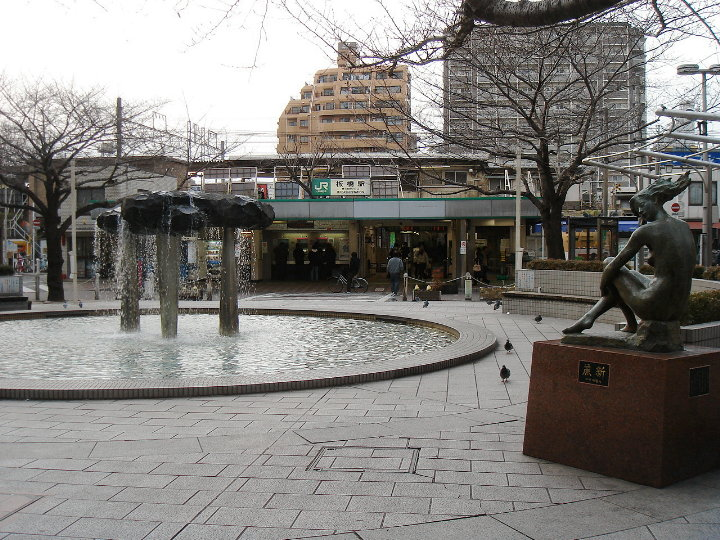
Eixida est (2007)
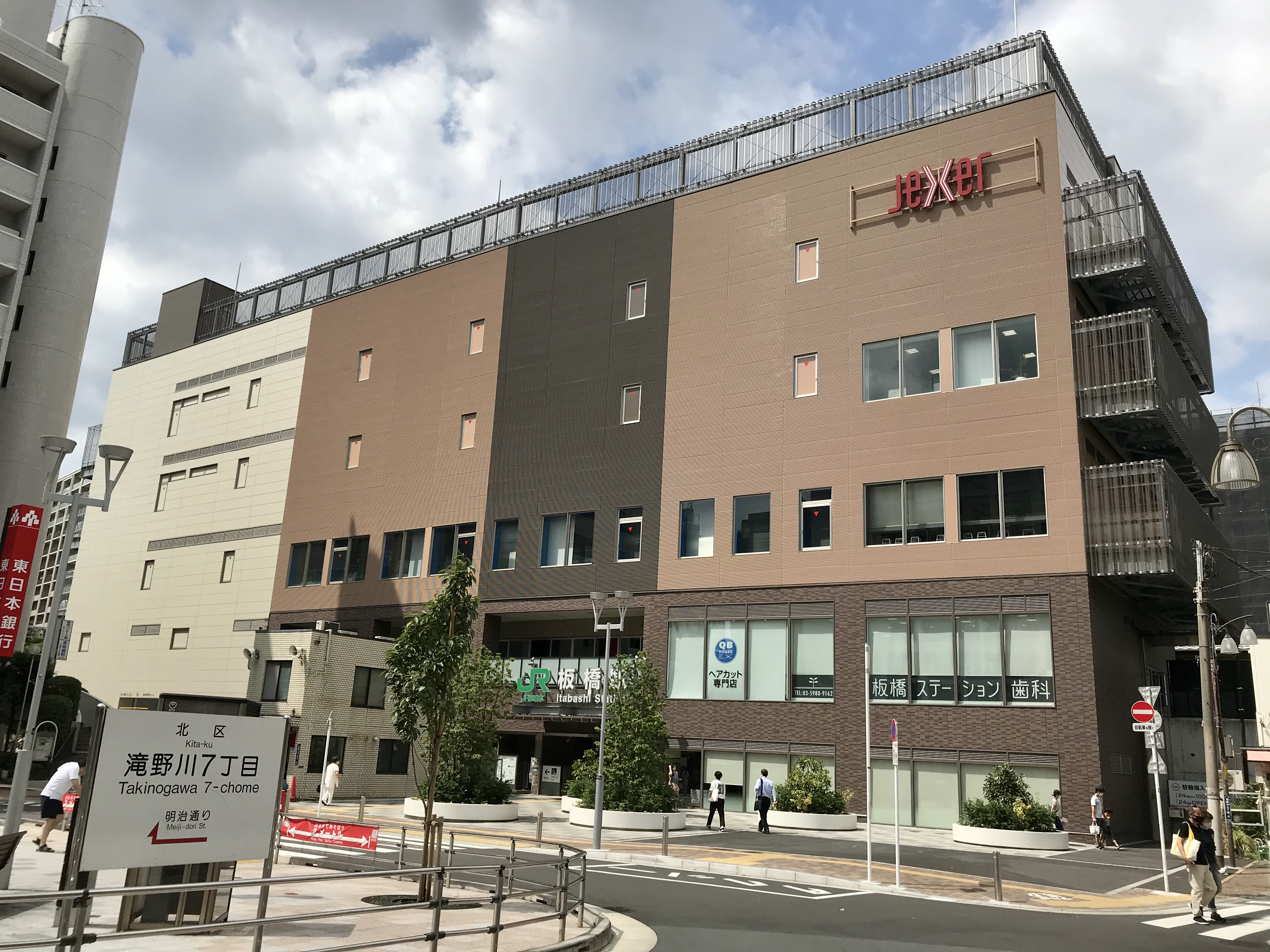
Eixida est (2020)